# Arndt von Bohlen und Halbach

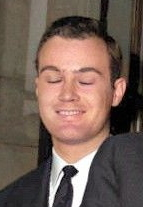
Arndt von Bohlen und Halbach (1961)

Arndt von Bohlen und Halbach (* 24. Januar 1938 in Berlin-Charlottenburg; † 8. Mai 1986 in München) war ein deutscher Unternehmersohn. Er war das einzige Kind von Anneliese und Alfried Krupp von Bohlen und Halbach.

## Leben
Arndt von Bohlen und Halbach wuchs im Zweiten Weltkrieg als einziges Kind unter der Obhut seiner Mutter Anneliese von Bohlen und Halbach (geborene Bahr, geschiedene Lampert; 1909–1998) auf. Nach der Ehescheidung seines Vaters und dessen Inhaftierung wuchs er weitgehend ohne Vater auf. Er besuchte zwei Internate: die Schule Schloss Stein in Bayern und später das Schweizer Lyceum Alpinum Zuoz, wo er 1958 seine Matura ablegte. Im Anschluss studierte er in Freiburg im Breisgau und München Volks- und Betriebswirtschaft sowie Jura. Er absolvierte verschiedene Praktika in unterschiedlichen Bereichen der väterlichen Firma Krupp. Damit sollte er auf sein Erbe als Unternehmer und Alleininhaber vorbereitet werden. Bis zu seinem 28. Lebensjahr trat er dadurch vorrangig als künftiger Erbe der väterlichen Firma Krupp in Erscheinung.
Am 14. Februar 1969 heiratete Arndt von Bohlen und Halbach auf seinem Schloss Blühnbach bei Werfen im Land Salzburg Henriette („Hetti“) von Auersperg, die Tochter von Alois von Auersperg und Henriette Larisch von Möennich. Die Ehe blieb kinderlos.
Arndt von Bohlen und Halbach lebte von seiner Abfindung und der jährlichen Apanage ein Party- und Jetset-Leben zwischen Palm Beach, Kitzbühel, Sylt, Marrakesch und Blühnbach welches ihm unter anderem eine Erwähnung in der Autobiographie von Rolling-Stones-Gitarrist Keith Richards verschaffte. Er spendete für die Armen in Thailand und auf den Philippinen. Als Dank für eine Spende für katholische Flüchtlinge im libanesischen Bürgerkrieg wurde er in einer Zeremonie zum Ritter des Ordens vom Heiligen Kreuz zu Jerusalem geschlagen. Arndt von Bohlen und Halbach unterzog sich Dutzenden von Schönheitsoperationen, auch gegen ärztlichen Rat. Seit 1980 litt er an Lymphdrüsenkrebs. 1982 konvertierte er in Manila zum katholischen Glauben, obwohl er aus einer streng protestantischen Familie stammte.
Im Alter von 48 Jahren starb Arndt von Bohlen und Halbach an der Seite seiner Mutter Anneliese, „die ihm bei seinem letzten Atemzug die Hand hielt“ und ihn um zwölf Jahre überleben sollte, am 8. Mai 1986 im Münchener Klinikum Großhadern an Mundbodenkrebs. Er wurde danach in der Gruft der Schlosskapelle von Schloss Blühnbach beigesetzt.

## Erbverzicht und Errichtung der Alfried Krupp von Bohlen und Halbach Stiftung
Die Rezession der 1960er Jahre brachte seinen Vater Alfried Krupp von Bohlen und Halbach in erhebliche Schwierigkeiten. Dazu kamen bei Friedrich Krupp noch Probleme im von Berthold Beitz begonnenen Osthandel, weil Zahlungen ausblieben oder verzögert geleistet wurden.
Ein Bankenkonsortium unter Leitung des Sprechers der Deutschen Bank, Hermann Josef Abs, verweigerte der Firma Kredite. Es kam unter der Bedingung, dass Krupp in eine Aktiengesellschaft umgewandelt würde, zu einer Landesbürgschaft, die jedoch später nicht in Anspruch genommen wurde. Voraussetzung für die Bürgschaftsgewährung war die Änderung der Firmenrechtsform, beispielsweise in eine Kommandit- oder eine Aktiengesellschaft. Als Folge davon schied Alfried Krupp von Bohlen und Halbach aus der Unternehmensführung aus. Allerdings blieb er bis zu seinem Tod 1967 Alleininhaber des Unternehmens, dessen Gesellschaftsanteile erst nach seinem Tod in eine Stiftung eingebracht wurden.
Alfried Krupps Sohn Arndt von Bohlen und Halbach kam bei der Umwandlung in eine Stiftung eine entscheidende Rolle zu. Ursprünglich war er, der Unternehmenstradition folgend, als Nachfolger und Alleinerbe vorgesehen. Zwischen 1962 und 1966 änderte der Vater jedoch offenbar seine Ansicht. Berthold Beitz gelang es, den künftigen Erben am 16. September 1966 zu einem Erbverzicht zu bewegen, der eine Woche später in einem Schweizer Notariat beurkundet wurde.
Die gemeinnützige „Alfried Krupp von Bohlen und Halbach-Stiftung“ ist das „Vermächtnis“ von Alfried Krupp von Bohlen und Halbach. Durch Arndt von Bohlen und Halbachs Erbverzicht ging das gesamte Betriebsvermögen auf die von den Testamentsvollstreckern Arndt von Bohlen und Halbach, Berthold Beitz und Dedo von Schenck errichtete Stiftung über, die ihre Tätigkeit am 1. Januar 1968 aufnahm und philanthropischen Zielen gewidmet ist.
Durch seinen Erbverzicht wurde Arndt von Bohlen und Halbach nicht zum Inhaber der Firma Friedrich Krupp. Daher war es auch bis zu seinem Tode umstritten, ob er den Familiennamen „Krupp“, der dem jeweiligen Alleinunternehmer vorbehalten war, seinem Namen voranstellen durfte. Dieses Vorrecht stammte von Wilhelm II. in seiner Eigenschaft als König von Preußen durch den sogenannten „Namens-Vermehrungs-Brief“ aus dem Jahre 1906 und wurde 1943 von der Reichsregierung anlässlich der Rückumwandlung der Krupp AG in ein Einzelunternehmen erneuert (Lex Krupp).
Dies bedeutete, dass Arndt von Bohlen und Halbach auf ein Erbe von – je nach Erbform – 2,5 Milliarden bzw. 3,5 Milliarden DM verzichtete zugunsten einer garantierten jährlichen Zahlung von mindestens 2 Millionen DM, die sich aus einer Förderrente der ehemaligen Krupp-Zechen Rossenray, Rheinberg und Pattberg einerseits sowie einer garantierten Million aus dem Krupp-Konzern selber zusammensetzte, um die aber wegen ihres reduzierten Steuersatzes langwierig prozessiert wurde. Die Steuerfreiheit einer 2,5-prozentigen Ertragsbeteiligung an den jährlichen Kohleverkaufsgewinnen war Alfried Krupp 1953 im sogenannten Mehlemer Vertrag als Gegenleistung für die Entflechtung seines Konzerns von den drei Westalliierten vertraglich zugesichert worden. Dieses Recht wurde damit faktisch an seinen Sohn übertragen. Das Finanzamt Essen-Süd bestritt diese Steuerfreiheit. Zusätzlich zu der Apanage durch die Firma Fried. Krupp AG erhielt Arndt mit dem Tode seines Vaters Alfried auch dessen originäres Privatvermögen vererbt, welches sich unter anderem aus dem Besitz Blühnbach mit Schloss und 152 km² Grundbesitz, der Villa Bled Targui in Marrakesch, Häusern in Essen und auf Sylt, Wohnungen in München und New York sowie Gemälden, Beteiligungen und Konten, deren Verwaltung der Privatbank Gossenberg in Essen oblag, zusammensetzte.
Arndt von Bohlen und Halbach bezahlte seinen Erbverzicht teuer, denn sowohl der Erlös, den er aus seinem Erbverzicht erzielte, als auch die ungeklärte Steuerfrage, dazu die Tatsache, dass die Zahlungen ausschließlich an seine Person gebunden waren, machten es ihm nach eigener Aussage sein Leben lang nicht möglich, langfristig zu planen und Vorsorge zu treffen, weil die Höhe der sogenannten „Förderrente“, die sich am Markt für Steinkohle und anderen betrieblichen Entwicklungen orientierte, extremen jährlichen Schwankungen unterlag. Auch führten die kostspieligen Liegenschaften in Tirol, Marrakesch und Palm Beach dazu, dass er gegen Ende seines Lebens nahezu zahlungsunfähig wurde.
Nach seinem frühen Tod im Frühjahr 1986 musste ein Konkursverfahren eröffnet werden. Bis dahin hatten sich die Finanzbehörden und Gerichte nicht über den zu zahlenden Steuersatz einigen können. Den Steuerrechtsstreit beendete der damalige Verfassungsrichter Roman Herzog 1989 in einem Vergleichsvorschlag zur eingereichten Verfassungsbeschwerde, den Arndts Witwe Henriette von Bohlen und Halbach sowie das nordrhein-westfälische Finanzministerium akzeptierten.

## Medien
- Luchino Visconti (Regie): Die Verdammten (La caduta degli dei); Kinofilm 1969, mit Helmut Berger in der Rolle des „Martin von Essenbeck“, dem Arndt von Bohlen und Halbach als Vorbild diente. Das Drehbuch wurde 1970 für den Oscar nominiert.
- Carlo Rola (Regie): Krupp – Eine deutsche Familie; Fernsehdreiteiler 2009, mit Nikolai Kinski als Arndt von Bohlen und Halbach.
- Sebastian Dehnhardt, Manfred Oldenburg (Regie): Krupp – Mythos und Wahrheit; ZDF Fernseh-Dokumentation 2009.
- André Schäfer,[10][11] (Regie): Herr von Bohlen privat; Doku-Drama 2015[12] mit Arnd Klawitter als Arndt von Bohlen und Halbach;  Produktion: Florianfilm GmbH, Cine Plus Filmproduktion, ZDF